# Stuttgart-Lauf

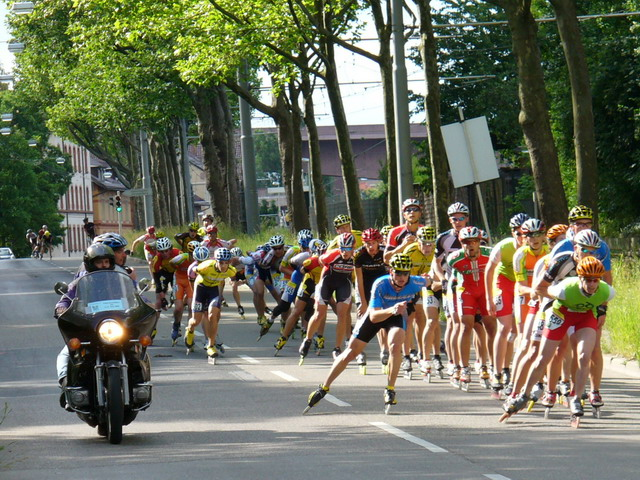
Skater

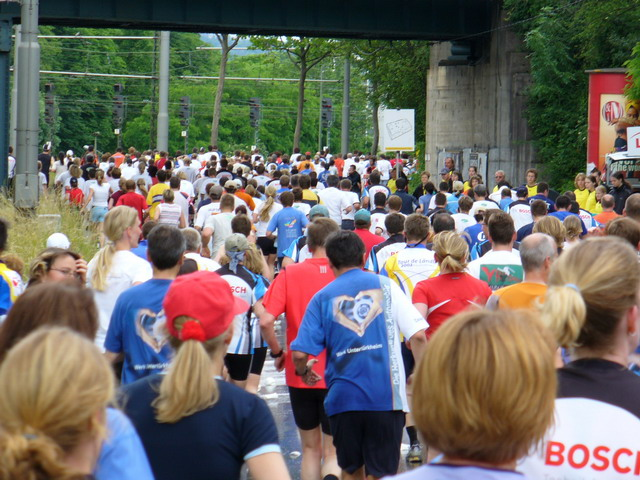
Halbmarathon

Der Stuttgart-Lauf (von 2004 bis 2011 offiziell STUTTGARTER ZEITUNG-LAUF) ist ein seit 1994 jährlich ausgetragener Lauf-, Inlineskating- und Rollstuhlwettbewerb in Stuttgart, der meist im Juni ausgetragen wird. Er findet im und um das Gelände der MHPArena statt. Wichtigster Wettbewerb ist der Halbmarathon, bei dem über 4.000 Läufer das Ziel erreichen. Der Stuttgart-Lauf ist einer der größten Volksläufe in Deutschland.

## Organisation und Programm
Veranstalter des Stuttgart-Laufs ist der Württembergische Leichtathletik-Verband mit Unterstützung der Stadt Stuttgart.
Folgende Wettbewerbe wurden oder werden ausgetragen:
- ein Halbmarathon (offiziell LBS Halbmarathon)
- ein Staffel-Halbmarathon (offiziell AOK Staffel-Halbmarathon)
- ein Rollstuhl- und Handbike-Halbmarathon (offiziell LOTTO Handbike-Halbmarathon und LOTTO Rollstuhl-Halbmarathon)
- ein 10-km-Lauf (offiziell Kaufland-10km-Lauf)
- ein Walking- und Nordic-Walking-Wettbewerb über 7 km (offiziell SportScheck Walking)
- ein Rollstuhl- und Handbike-Wettbewerb über 2 km (offiziell AOK Handbike-Minimarathon)
- ein Inlineskating-Wettbewerb für Kinder mit Streckenlängen zwischen 0,4 und 2,8 km (offiziell AOK Kids Inline)
- ein Laufwettbewerb für Kinder mit Streckenlängen von 1,2 und 2,2 km (offiziell AOK Minimarathon)
- ein Laufwettbewerb für Kinder mit ihren Eltern über 0,7 km (offiziell AOK Jolinchen-Lauf)

Bis 2008 und seit 2013 wieder zusätzlich:
- ein Inlineskating-Wettbewerb über 17,5 km (offiziell AOK Inline)

Statt eines 10-km-Laufs gab es auch
- einen 7-km-Lauf

In das Rahmenprogramm des Stuttgart-Laufs wird fast das gesamte Veranstaltungsgelände des NeckarParks einbezogen: Die MHPArena fungiert als Ziel der Laufwettbewerbe, die Hanns-Martin-Schleyer-Halle dient als Logistikzentrum (Anmeldemöglichkeit, Abholung von Startunterlagen u. ä.). Darüber hinaus werden dort ein Gesundheitssymposium und eine große Laufmesse veranstaltet. In der benachbarten Porsche-Arena werden Umkleidekabinen für die Teilnehmer bereitgestellt.

## Lauf- und Rollstrecken

### Halbmarathon
Die Halbmarathonstrecke führte bis 2007 und wieder seit 2012 von der Benzstraße aus zum größten Teil über die Marathonstrecke der Leichtathletik-Weltmeisterschaften 1993. Zunächst geht es nach Stuttgart-Untertürkheim, dann durch Bad Cannstatt, weiter neckarabwärts an Weinbergen und dem Max-Eyth-See vorbei in den Stadtteil Hofen. Über die Hofener Neckarbrücke erreicht man Mühlhausen. Dort wird gewendet. Wieder am Neckar entlang und vorbei an Weinbergen verläuft die Strecke neckaraufwärts nach Münster. Über den Neckar gelangen die Läufer zurück nach Bad Cannstatt und in die MHPArena, in der sich seit 2012 wieder das Ziel des Halbmarathons befindet.
2008 bis 2011 ging der Halbmarathon durch die Stuttgarter Innenstadt, vorbei an vielen Sehenswürdigkeiten Stuttgarts wie dem Neuen Schloss und dem Kunstmuseum.
2024 wurde der Lauf aufgrund von Terminkonflikten, insbesondere mit der Fußball-Europameisterschaft, ohne Halbmarathon ausgerichtet.

### Inlineskating-Wettbewerb
Der Inlineskating-Wettbewerb wurde bis einschließlich 2007 als Halbmarathon ausgetragen. Seine Streckenführung war bis dahin identisch mit jener des Läufer-Halbmarathons. 2008 wurde der Wettbewerb mit einer Länge von 17,5 km auf der rechten Neckarseite in den Stadtbezirken Bad Cannstatt und Untertürkheim ausgetragen. Von 2009 bis 2012 wurden Inlineskating-Wettbewerbe nur noch für Kinder und Jugendliche angeboten.

### Lauf- und Walking-Wettbewerbe über 7 km
Der 7-km-Lauf startet ebenfalls auf der Benzstraße und folgte bis 2007 und wieder ab 2012 dem Verlauf der Halbmarathonwettbewerbe nach Untertürkheim, kürzt die Strecke jedoch in Bad Cannstatt deutlich ab und biegt bei Kilometer 19 wieder auf die Halbmarathon-Strecke ein.
Der kürzere Lauf wurde in den einzelnen Jahren teilweise auch mit 8 bzw. 10 km ausgetragen.

## Statistiken

### Streckenrekorde
- Männer: 1:05:46 h, Günther Ziwey (GER), 1994
- Frauen: 1:15:24 h, Christine Schleifer (GER), 2012
- Divers: 2:06:30 h, Moritz Ohlendorf (GER), 2025

### Siegerliste
Quelle: Website des Veranstalters
| Jahr          | Männer                                    | Nation                          | Zeit                            | Frauen                          | Nation                          | Zeit                            | Divers                          | Nation                          | Zeit                            |
| ------------- | ----------------------------------------- | ------------------------------- | ------------------------------- | ------------------------------- | ------------------------------- | ------------------------------- | ------------------------------- | ------------------------------- | ------------------------------- |
| 25. Mai 2025  | Artur Shchipanovskyi                      | Ukraine                         | 1:09:08                         | Laura Mazzocca                  | Deutschland                     | 1:19:40                         | Moritz Ohlendorf                | Deutschland                     | 2:06:30                         |
| 21. Juli 2024 | Veranstaltung ohne Halbmarathon           | Veranstaltung ohne Halbmarathon | Veranstaltung ohne Halbmarathon | Veranstaltung ohne Halbmarathon | Veranstaltung ohne Halbmarathon | Veranstaltung ohne Halbmarathon | Veranstaltung ohne Halbmarathon | Veranstaltung ohne Halbmarathon | Veranstaltung ohne Halbmarathon |
| 21. Mai 2023  | Vasilii Leminskii                         | Deutschland                     | 1:09:27                         | Jule Vetter                     | Deutschland                     | 1:19:23                         |                                 |                                 |                                 |
| 19. Juni 2022 | Dan Nash                                  | Vereinigtes Königreich          | 1:08:57                         | Bettina Englisch                | Deutschland                     | 1:23:04                         |                                 |                                 |                                 |
| 26. Mai 2019  | Yassin Osman                              | Sudan                           | 1:07:42                         | Yvonne Kleiner                  | Deutschland                     | 1:23:19                         |                                 |                                 |                                 |
| 24. Juni 2018 | Jonas Lehmann                             | Deutschland                     | 1:08:40                         | Claudia Wipfler                 | Deutschland                     | 1:22:21                         |                                 |                                 |                                 |
| 25. Juni 2017 | Arne Gabius                               | Deutschland                     | 1:07:58                         | Nicole Möbus                    | Deutschland                     | 1:21:21                         |                                 |                                 |                                 |
| 19. Juni 2016 | Jones Carwyn                              | Vereinigtes Königreich          | 1:09:16                         | Christine Schleifer -5-         | Deutschland                     | 1:15:26                         |                                 |                                 |                                 |
| 28. Juni 2015 | Sebastian Reinwand                        | Deutschland                     | 1:08:45                         | Christine Schleifer -4-         | Deutschland                     | 1:16:27                         |                                 |                                 |                                 |
| 29. Juni 2014 | Tobias Sauter                             | Deutschland                     | 1:08:45                         | Christine Schleifer -3-         | Deutschland                     | 1:17:50                         |                                 |                                 |                                 |
| 23. Juni 2013 | Martin Beckmann -9-                       | Deutschland                     | 1:07:06                         | Christine Schleifer -2-         | Deutschland                     | 1:15:41                         |                                 |                                 |                                 |
| 17. Juni 2012 | Jan Fitschen                              | Deutschland                     | 1:06:55                         | Christine Schleifer             | Deutschland                     | 1:15:24                         |                                 |                                 |                                 |
| 29. Mai 2011  | Martin Beckmann -8- & Markus Weiss-Latzko | Deutschland                     | 1:08:38                         | Heike Volkert                   | Deutschland                     | 1:25:25                         |                                 |                                 |                                 |
| 20. Juni 2010 | Dan Oralek                                | Tschechien                      | 1:09:19                         | Dorothea Frey                   | Deutschland                     | 1:23:09                         |                                 |                                 |                                 |
| 21. Juni 2009 | Martin Beckmann -7-                       | Deutschland                     | 1:10:06                         | Stephanie Beckmann -3-          | Deutschland                     | 1:16:33                         |                                 |                                 |                                 |
| 22. Juni 2008 | Martin Beckmann -6-                       | Deutschland                     | 1:10:29                         | Nicole Ploog                    | Deutschland                     | 1:23:12                         |                                 |                                 |                                 |
| 24. Juni 2007 | Martin Beckmann -5-                       | Deutschland                     | 1:10:11                         | Stephanie Beckmann -2-          | Deutschland                     | 1:17:52                         |                                 |                                 |                                 |
| 23. Juli 2006 | Martin Beckmann -4-                       | Deutschland                     | 1:06:28                         | Stephanie Maier                 | Deutschland                     | 1:17:10                         |                                 |                                 |                                 |
| 5. Juni 2005  | Martin Beckmann -3-                       | Deutschland                     | 1:08:10                         | Annette Bendig                  | Deutschland                     | 1:20:35                         |                                 |                                 |                                 |
| 20. Juni 2004 | Martin Beckmann -2-                       | Deutschland                     | 1:08:57                         | Pia Glasnowitsch                | Deutschland                     | 1:18:59                         |                                 |                                 |                                 |
| 22. Juni 2003 | Alec Basson                               | Südafrika                       | 1:08:08                         | Sylvia Fröhlich -2-             | Deutschland                     | 1:22:24                         |                                 |                                 |                                 |
| 30. Juni 2002 | Martin Beckmann                           | Deutschland                     | 1:11:17                         | Ivana Iozzia                    | Italien                         | 1:17:44                         |                                 |                                 |                                 |
| 1. Juli 2001  | Hartwig Potthin                           |                                 | 1:08:23                         | Gudrun de Pay -4-               | Deutschland                     | 1:20:19                         |                                 |                                 |                                 |
| 25. Juni 2000 | Petr Nožička                              | Tschechien                      | 1:11:54                         | Sylvia Fröhlich                 | Deutschland                     | 1:23:45                         |                                 |                                 |                                 |
| 6. Juni 1999  | Martin Kleibl                             | Tschechien                      | 1:10:14                         | Marion Falbesaner               |                                 | 1:25:10                         |                                 |                                 |                                 |
| 14. Juni 1998 | Jörg Hustig -2-                           | Deutschland                     | 1:09:15                         | Angelika Hoffmann               |                                 | 1:21:17                         |                                 |                                 |                                 |
| 15. Juni 1997 | John Schondelmayer                        | Deutschland                     | 1:08:02                         | Gudrun de Pay -3-               | Deutschland                     | 1:19:46                         |                                 |                                 |                                 |
| 16. Juni 1996 | Tayeb Lahmar                              |                                 | 1:07:54                         | Veronika Maiwald                |                                 | 1:19:28                         |                                 |                                 |                                 |
| 8. Juli 1995  | Jörg Hustig                               | Deutschland                     | 1:09:56                         | Gudrun de Pay -2-               | Deutschland                     | 1:22:47                         |                                 |                                 |                                 |
| 28. Aug. 1994 | Günter Ziwey                              |                                 | 1:05:46                         | Gudrun de Pay                   | Deutschland                     | 1:20:10                         |                                 |                                 |                                 |

### Entwicklung der Finisherzahlen
| Jahr | Halbmarathon             | davon Frauen             | davon Divers             | 7 km oder 10 km | davon Frauen |
| ---- | ------------------------ | ------------------------ | ------------------------ | --------------- | ------------ |
| 2023 | 7121                     | 2374                     | 1                        | 3321            | 1630         |
| 2024 | Wurde nicht ausgerichtet | Wurde nicht ausgerichtet | Wurde nicht ausgerichtet | 3749            | 1370         |
| 2023 | 4307                     | 1279                     |                          | 1945            | 966          |
| 2022 | 2546                     | 656                      | 1212                     | 489             |              |
| 2019 | 5248                     | 1413                     | 2850                     | 1411            |              |
| 2018 | 6017                     | 1637                     | 3249                     | 1550            |              |
| 2017 | 5698                     | 1479                     | 3077                     | 1462            |              |
| 2016 | 5996                     | 1535                     | 3150                     | 1481            |              |
| 2015 | 6817                     | 1685                     | 3098                     | 1451            |              |
| 2014 | 7117                     | 1716                     | 2717                     | 1279            |              |
| 2013 | 7871                     | 1856                     | 3032                     | 1399            |              |
| 2012 | 7513                     | 1760                     | 2583                     | 1116            |              |
| 2011 | 6631                     | 1505                     | 2514                     | 994             |              |
| 2010 | 6829                     | 1487                     | 2390                     | 951             |              |
| 2009 | 7811                     | 1739                     | 2386                     | 955             |              |
| 2008 | 12.425                   | 2751                     | 3681                     | 1533            |              |
| 2007 | 9604                     | 2177                     | 3215                     | 1354            |              |
| 2006 | 9530                     | 2105                     | 2730                     | 1116            |              |
| 2005 | 9701                     | 2132                     | 3271                     | 1280            |              |
| 2004 | 9581                     | 2006                     | 2735                     | 1149            |              |
| 2003 | 7743                     | 1578                     | 2337                     | 951             |              |
| 2002 | 6743                     | 1327                     | 2059                     | 860             |              |
| 2001 | 6422                     | 1230                     | 2365                     | 954             |              |
| 2000 | 3698                     | 673                      | 1392                     | 549             |              |